# Masoandro peculiaris
Masoandro peculiaris är en fjärilsart som beskrevs av Butler 1879. Masoandro peculiaris ingår i släktet Masoandro och familjen tofsspinnare. Inga underarter finns listade i Catalogue of Life.